# Coryssiphus
Genre
Coryssiphus est un genre d'araignées aranéomorphes de la famille des Miturgidae.

## Distribution
Les espèces de ce genre sont endémiques d'Afrique du Sud.

## Liste des espèces
Selon World Spider Catalog (version 25.0, 24/03/2024) :
- Coryssiphus cinerascens Simon, 1903
- Coryssiphus praeustus Simon, 1903

## Systématique et taxinomie
Ce genre a été décrit par Simon en 1903. Il est placé dans les Liocranidae par Lehtinen en 1967 puis dans les Miturgidae par Bosselaers en 2024.

## Publication originale
- Simon, 1903 : « Descriptions d'arachnides nouveaux. » Annales de la Société entomologique de Belgique, vol. 47, p. 21-39 (texte intégral).